# محسن رضائي
اللواء مُحسن رضائي ميرقائد (بالفارسية: محسن رضایی میرقائد) (ولد في 1 سبتمبر 1954) سياسي واقتصادي وقائد عسكري إيراني. قاد حرس الثورة الإسلاميَّة لعدة سنوات، ثم عيَّنه المُرشد الأعلی للثورة الإسلاميَّة علي خامنئي أمينًا عامًا لمُجمع تشخيص مصلحة النظام عام 2007. ترشَّح للانتخابات الرئاسيَّة عام 2009 وهي الانتخابات التي فاز فيها محمود أحمدي نجاد، وحصل فيها على 1.7 بالمائة من الأصوات. ثم ترشَّح أيضًا في الانتخابات الرئاسيَّة 2013 وحصل على المرتبة الرابعة بعد رُتبة حسن روحاني ومُحمَّد باقر قاليباف وسعيد جليلي.

## النشأة والدراسة
ولد محسن رضائي مير قائد يوم 9 سبتمبر 1954 في مدينة مسجد سليمان بمحافظة خوزستان جنوب غرب إيران. أكمل دراسته الابتدائية في نفس المدينة ثم انتقل الی أهواز واكمل دراسته الثانوية في إعدادية الصناعة التابعة لشركة النفط الوطنية الإيرانية، فاشترك في مسابقة شركة النفط الوطنية وحصل على منحة لدراسة الهندسة الميكانيكية في جامعة إيران للعلوم والتقنية في طهران.
بعد انتهاء الحرب العراقية الإيرانية غيّر تخصصه الدراسي، من الهندسة الميكانيكية الی الاقتصاد، فحصل على البكالوريوس ثم على الماجستير من جامعة طهران، وبعد استقالته من قيادة حرس الثورة الإسلامية أكمل دراسته وحصل على شهادة الدكتوراه في الاقتصاد من جامعة طهران.

## حياته السياسية

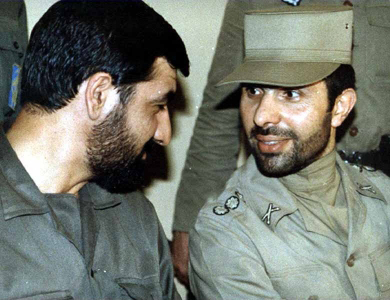
علي صياد شيرازي ومحسن رضائي.

بدأ محسن رضائي نضاله السياسي والثقافي ضد نظام الشاه في المرحلة الثانوية، حتى قبضت عليه سافاك، فسجنته بمدة ستة أشهر. ولكن بعد الإفراج عنه عام 1973 إستأنف نشاطه السياسي وشارك في الثورة الإسلامية، وهو كان يبلغ من العمر سبعة عشر عاماً.
كان رضائي من مؤسسي منظمة مجاهدي الثورة الإسلامية، ثم انضم إلى الحرس الثوري بعد تأسيسه. وبعد عامين، عيّنه الإمام الخميني قائدا للحرس الثوري الإيراني فأصبح واحدا من القادة الإيرانيين في الحرب العراقية الإيرانية وكان قائدا للقوات المسلحة حتى انتهاء سنوات الحرب.
وخلال هذه المدة قام بتطوير الجيش من كتائب إلى ألوية ومعسكرات قتالية، وأسس ثلاثة قوی برية وبحرية وجوية، كما أسس وحدة معلومات واستخبارات في جيش الحرس الثوري، كما قام بتأسيس جامعتي الامام الحسين وجامعة بقية الله للعلوم الطبية، وكلية القيادة في قوات حرس الثورة الإسلامية. وهو تولى في نفس الوقت قيادة مقر خاتم الأنبياء الذي قام بمئات المشروعات العمرانية ومنها سد الكرخة.
في سبتمبر 1997، قدم رضائي استقالته من قيادة الحرس الثوري، فبعد قبول استقالته من قبل قائد الثورة الإسلامية علي الخامنئي، انتقل من العمل العسكري إلى السياسي بعد أن عينه خامنئي أمينا عاما لمجمع تشخيص مصلحة النظام عام 1997. وبعد حصوله على شهادة الدكتوراه في الاقتصاد تولى مسؤولية إدارة اللجنة الاقتصادية العامة في مجمع تشخيص مصلحة النظام.

### ترشحه للإنتخابات
خاض محسن رضائي تجارب انتخابية عديدة، وهي:
- انتخابات البرلمان 2000:

ترشح لانتخابات البرلمان عام 2000 عن جناح المحافظ (ائتلاف الإمام والقيادة) عن دائرة طهران وهو كان من مؤيدي حزب التحالف الإسلامي، وجمعية رجال الدين المقاتلين ولكنه لم يحصل علی الأصوات المطلوبة.
- انتخابات الرئاسية 2005:

ترشح أيضا للانتخابات الرئاسية عام 2005 ولكنه انسحب قبل يومين من بدء الانتخابات وعلق بأن انسحابه من السباق هو من أجل «توحيد أصوات الأمة» و«تأثيرهم». وهو لم يعلن تفضيله لمرشح معين وقتذاك.
- انتخابات الرئاسية 2009:

دخل السباق الرئاسي عام 2009، فتنافس مع محمود أحمدي نجاد ومير حسين موسوي ومهدي كروبي، وبعد أن حصل على المرتبة الثالثة بعد أحمدي نجاد وموسوي، سجل اعتراضه على النتائج، ولكنه سحبه لاحقا، مفضلا الابتعاد عن ساحة الصراع.
- انتخابات إيران الرئاسية 2013:

ورشح نفسه في انتخابات يونيو عام 2013 لمنصب رئاسة الجمهورية كمرشح أصولي مستقل. فاز الرئيس حسن روحاني في تلك الانتخابات وحل رضائي في المرتبة الرابعة مع 3,88 ملايين صوت.

## نتائج ترشحه في الانتخابات

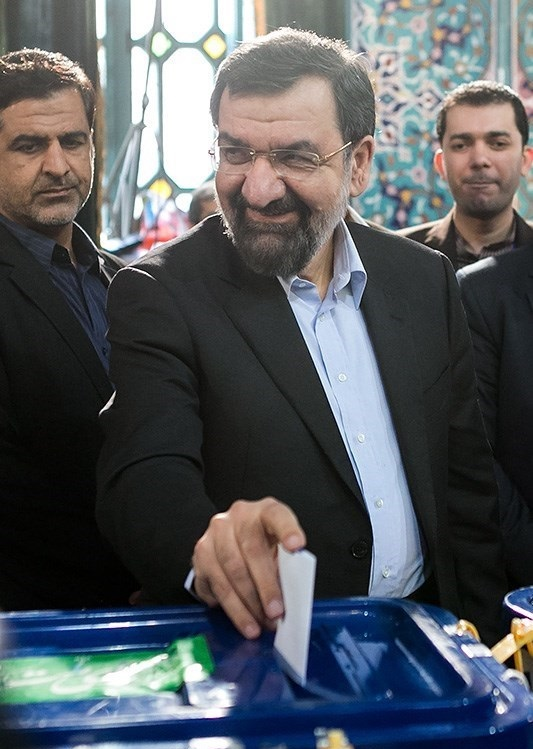
محسن رضائي يشارك في انتخابات البرلمان عام 2016.

النتائج التي حصل عليها محسن رضائي خلال انتخابات الرئاسة والبرلمان هي:
| عام  | انتخابات | عدد الأصوات | نسبة مئوية | المرتبة | النتائج |
| ---- | -------- | ----------- | ---------- | ------- | ------- |
| 2000 | البرلمان | 539,796     | 18.41      | 36      | لم يفز  |
| 2005 | الرئاسة  | –           | –          | –       | إنسحب   |
| 2009 | الرئاسة  | 678,240     | 1.73       | 3       | لم يفز  |
| 2013 | الرئاسة  | 3,884,412   | 10.55      | 4       | لم يفز  |

## المؤلفات
له بعض المؤلفات والكتب منها:
- إيران الإسلامية في أفق الرؤية المستقبلية[11]
- نظرية القيمة والقيم
- الأيدي الخفية
- عقب الشمس
- القدوة الجامعة للتنمية الاقتصادية في رأي الخميني[12]
- إيران والشرق الأوسط
- الإجابة على بعض الأسئلة حول الحرب
- شرح التدفقات التجارية في صناعة إيران
- حقوق المتهم في نظام المحاكم
- الوجه الثالث من الجهاد الاقتصادي
- سيرة أحمد كاظمي
- نموذج للسياسة الثقافية والتخطيط
- من هو ابراهيم همت؟
- الفيدرالية الاقتصادية
- النظرية النقدية، والتوازن العام